# João Carlos de Almeida Peixoto
João Carlos de Almeida Peixoto foi um político brasileiro do estado de Minas Gerais. Foi eleito deputado estadual de Minas Gerais para a 6ª legislatura (1967 - 1971).